# Костенецкий, Яков Иванович
Я́ков Ива́нович Костене́цкий (1811—1885) — общественный деятель, писатель, мемуарист, участник Кавказских походов.

## Биография
Происходил из малороссийского дворянского рода Костенецких. Учился в Конотопском уездном училище и Полтавской гимназии, выпускник Новгород-Северской гимназии (окончил в 1827 году, но по рекомендации директора И. Ф. Тимковского был оставлен ещё на год для подготовки к поступлению в Московский университет, поскольку ему не исполнилось 17 лет). В 1828 году вышел из гимназии лучшим учеником, с блеском сдал вступительные экзамены, был зачислен в своекоштные студенты на отделение нравственных и политических наук Московского университета — там же с 1830 года учился М. Ю. Лермонтов. «Итак, я, наконец, принят в университет и сделался студентом! Блаженное то было время! Я радовался как ребёнок и чувствовал себя выше всего на свете…» — вспоминал впоследствии Костенецкий.
В своих воспоминаниях Костенецкий оставил яркие характеристики профессоров университета, давая глубокую оценку уровню их преподавания и влияния на студентов: например, об отличавшемся оригинальным поведением на лекциях Сандунове Костенецкий писал: «В то железное время для умного профессора, желающего хоть сколько-нибудь выразить свой недовольный взгляд на наше законодательство и судоустройство, и не было другого средства, как выражать своё мнение гримасами и шутками».
Костенецкий учился на одном факультете и курсе вместе с Я. М. Неверовым, В. В. Пассеком, Н. В. Станкевичем, дружил с А. И. Герценым и Н. П. Огарёвым (студенты другого факультета), был знаком с М. Ю. Лермонтовым, учившемся двумя курсами младше. Костенецкий показывал превосходные успехи в учёбе, отличаясь в то же время независимым поведением и чувством собственного достоинства.
В начале 1831 года вокруг Костенецкого образовался студенческий кружок (Я. И. Почека, П. А. Антонович, А. Н. Топорин, Ю. П. Кольрейф, П. П. Каменский и др.). В своём кругу друзья рассуждали «о студенческом положении, о недостаточности собственного нашего образования» и «невежестве наших профессоров». Кроме того, студенты решили «по примеру немцев, составить свои студенческие постоянные собрания» и оказывать друг другу взаимную помощь. Члены кружка под руководством Костенецкого, а также студенты других факультетов Московского университета, среди которых были Герцен с Огарёвым, выступили организаторами в так называемой маловской истории (1831): они изгнали профессора Малова из аудитории за его грубость по отношению к студентам. Это был первый случай студенческих выступлений в Московском университете.
Весной 1831 года Костенецкий познакомился с отставным чиновником Н. П. Сунгуровым, выступившим по отношению к нему и другим членам кружка в роли провокатора. Под влиянием рассказов Сунгурова о тайном обществе, якобы уцелевшем после разгрома движения декабристов, Костенецкий и его товарищи вели разговоры о необходимости государственных преобразований в России и введении конституции, рассматривали возможность создания тайного общества среди студентов Московского университета. После доносов Сунгурова и студента И. Н. Полонника члены кружка Костенецкого были арестованы летом 1831 года. В конце 1831 года за участие в «Сунгуровском тайном обществе» военный суд признал Костенецкого и его товарищей виновными в «знании и недонесении» о заговоре и приговорил к смертной казни, которая по конфирмации (26.1.1833) была заменена лишением прав дворянства и высылкой в солдаты. Узнав о приговоре, Герцен, Станкевич и их друзья организовали в Московском университете сбор средств в помощь осуждённым.
В феврале 1833 года Костенецкий был определён рядовым в Куринский полк на Кавказе. В 1839 году за отличие при штурме крепости Ахульго произведён в прапорщики, назначен адъютантом при начальнике левого фланга Кавказской линии генерале А. П. Пулло. Адъютант в штабе командующего войсками генерале П. X. Граббе, заведовал первым (строевым) отделением штаба. Жил в Ставрополе и Пятигорске, организовал офицерский театр, где сам ставил спектакли, изучал азербайджанский и арабский языки. Несколько раз встречался здесь с Лермонтовым, оформил поэту его последний отпуск в Санкт-Петербург.
В 1841 году уволен в отставку по болезни. Жил в своей деревне в Черниговской губернии, посвятил себя впоследствии земской деятельности (был почётным мировым судьёй и членом училищного совета) и писательству.
Занимался пчеловодством на своей пасеке на хуторе Скибенцы (близ Конотопа Черниговской губернии): изобрёл линеечный улей-лежак, печатал статьи (в их числе: Мои занятия пчеловодством в лето 1852 года // Земледельческая газета.).

## Творчество
С 1850 года публиковал свои воспоминания в периодических изданиях. Автор мемуаров о А. А. Бестужеве, М. Ю. Лермонтове, кавказских походах, императоре Николае I и др. Написанные Костенецким в 1880-х годах «Воспоминания из моей студенческой жизни» — важный источник о жизни Императорского Московского университета конца 1820-х — начала 1830-х годов.

### Избранные сочинения
- Воспоминания из моей студенческой жизни // Русский архив. — 1887. — Кн. 1, 2, 3, 5.
- Аварская экспедиция 1837 г. // Современник. — 1850. — Кн. 10—12.
  - Записки об Аварской экспедиции. — СПб., 1851.
- Рассказы об императоре Николае // Исторический вестник. — 1883. — № 7.
- Об улиточной записи // Журнал Министерства юстиции. — 1859. — № 4.
- Костенецкий Я. И. Василий Григорьевич Костенецкий. 1780-1831. // Русская старина. — 1875. — Т. 12, № 2. — С. 407-413.
- Костенецкий Я. И. Воспоминание о Лермонтове // Русская старина. — 1875. — Т. 14, № 9. — С. 60-66.
- Ив. Скобелев и генерал Тешен // Русская старина. — 1882.